# キャナル・ストリート駅 (ニューヨーク市地下鉄)
キャナル・ストリート駅（キャナル・ストリートえき、Canal Street）はマンハッタンのソーホーとチャイナタウンに跨がるニューヨーク市地下鉄の乗換駅である。 BMTブロードウェイ線、IRTレキシントン・アベニュー線、BMTナッソー・ストリート線が駅舎を共用している。以下の運行系統が乗り入れている。
- 6系統、J系統、N系統およびQ系統：終日
- R系統：深夜帯以外
- <6>系統：平日の混雑方向
- Z系統：ラッシュ時の混雑方向
- 4系統：深夜帯

## 駅構造
| G                                    | 地上階                       | 出入口 （キャナル・ストリート-ラファイエット・ストリート交差点 北東角に 北行ホーム行き、北西角に 南行ホーム行きエレベーターあり） |
| B1 レキシントン ・アベニュー線ホーム | 相対式ホーム、右側ドアが開く | 相対式ホーム、右側ドアが開く |
| B1 レキシントン ・アベニュー線ホーム | 北行 緩行線                  | ← ペラム・ベイ・パーク駅行 （スプリング・ストリート駅） ← パークチェスター駅行：ラッシュ時および日中 （スプリング・ストリート駅） ← ウッドローン駅行：深夜 （スプリング・ストリート駅）                                                                               |
| B1 レキシントン ・アベニュー線ホーム | 北行 急行線                  | ← 深夜帯以外：通過 |
| B1 レキシントン ・アベニュー線ホーム | 南行 急行線                  | → 深夜帯以外：通過 → |
| B1 レキシントン ・アベニュー線ホーム | 南行 緩行線                  | → ブルックリン・ブリッジ-シティ・ホール駅行 （終点） → → ニューロッツ・アベニュー駅行：深夜 （ブルックリン・ブリッジ-シティ・ホール駅） → （定期列車なし：ワース・ストリート駅）                                                                                      |
| B1 レキシントン ・アベニュー線ホーム | 相対式ホーム、右側ドアが開く | |
| B1 ナッソー・ ストリート線ホーム     | 北行線                       | ← 定期列車なし |
| B1 ナッソー・ ストリート線ホーム     | 島式ホーム、使用せず         | |
| B1 ナッソー・ ストリート線ホーム     | 旧北行線                     | ← 路盤のみ |
| B1 ナッソー・ ストリート線ホーム     | 北行線                       | ← ジャマイカ・センター-パーソンズ/アーチャー駅行 （バワリー駅） |
| B1 ナッソー・ ストリート線ホーム     | 島式ホーム、左側ドアが開く   | |
| B1 ナッソー・ ストリート線ホーム     | 南行線                       | → ブロード・ストリート駅行 （チェンバーズ・ストリート駅） → |
| B2 ブロードウェイ線 本線             | 相対式ホーム、右側ドアが開く | 相対式ホーム、右側ドアが開く |
| B2 ブロードウェイ線 本線             | 北行 緩行線                  | ← フォレスト・ヒルズ-71番街駅行 （プリンス・ストリート駅） ← アストリア-ディトマース・ブールバード駅行：深夜 （プリンス・ストリート駅） ← アストリア-ディトマース・ブールバード駅行：平日 （プリンス・ストリート駅）                                                  |
| B2 ブロードウェイ線 本線             | 北行線                       | ← シティ・ホール駅からの引上線 |
| B2 ブロードウェイ線 本線             | 南行線                       | → シティ・ホール駅からの引上線 |
| B2 ブロードウェイ線 本線             | 南行線 本線                  | → ベイ・リッジ-95丁目駅行 （シティ・ホール駅） → → コニー・アイランド-スティルウェル・アベニュー駅行：深夜（シティ・ホール駅） → → ホワイトホール・ストリート駅行：平日（シティ・ホール駅） → → 降車のみ（ラッシュ時の一部列車）→                                     |
| B2 ブロードウェイ線 本線             | 相対式ホーム、右側ドアが開く | |
| B3 マンハッタン橋線                  | 相対式ホーム、右側ドアが開く | 相対式ホーム、右側ドアが開く |
| B3 マンハッタン橋線                  | 北行 急行線                  | ← アストリア-ディトマース・ブールバード駅行 （平日23時まで：14丁目-ユニオン・スクエア駅、それ以外：プリンス・ストリート駅） ← 96丁目駅行（深夜：プリンス・ストリート駅、それ以外：14丁目-ユニオン・スクエア駅）                                                       |
| B3 マンハッタン橋線                  | 南行線 橋線                  | → シー・ビーチ線経由コニー・アイランド-スティルウェル・アベニュー駅行 （アトランティック・アベニュー-バークレイズ・センター駅） → → ブライトン線経由コニー・アイランド-スティルウェル・アベニュー駅行 （ディカルブ・アベニュー駅） → （廃止：マートル・アベニュー駅） |
| B3 マンハッタン橋線                  | 相対式ホーム、右側ドアが開く | |

この乗換駅はもともと別々であった4つの駅を地下連絡通路で繋げたものである。4駅中3駅はキャナル・ストリートと直交し、ブロードウェイ（ブロードウェイ線本線）、ラファイエット・ストリート（レキシントン・アベニュー線）およびセンター・ストリート（ナッソー・ストリート線）と交差している。マンハッタン橋線はちょうどキャナル・ストリートの下を走っており、他線との連絡通路の役割を果たしている。キャナル・ストリート駅を出ると、マンハッタン橋線はほぼ正確にブロードウェイの地下を走行する。
複合駅は1999年から2004年にかけて全面的に改修され、ブロードウェイ線本線ホームは開業当時の姿に復元された。チャイナタウンに立地していることから、新たに漢字のモザイクが取り入れられた。壁の赤い扁額には「金」と「運」を意味するシンボルが入れられ、モザイクの駅名標には「中華街」を表す「華埠」の文字があしらわれている。1990年代の改修工事の際にはオリジナルのモザイクが見つかっていたが、撤去されるか覆い直されていた。オリジナルの駅名標の一つはニューヨーク交通博物館が所蔵している。
キャナル・ストリート駅の各線の深度は以下の通りである。
- IRTレキシントン・アベニュー線：6メートル（20フィート）
- BMTナッソー・ストリート線：6メートル（20フィート）
- BMTブロードウェイ線 本線：12メートル（40フィート）
- BMTブロードウェイ線 マンハッタン橋線：15メートル（50フィート）

### 出入口
この複合駅には全部で階段が13本と、レキシントン・アベニュー線ホーム直行のエレベーターが2台設けられている。
| 場所                                                         | 形式         | 数 | 行先ホーム                                          |
| ------------------------------------------------------------ | ------------ | -- | --------------------------------------------------- |
| ブロードウェイ-キャナル・ストリート交差点 北東角             | 階段         | 1  | ブロードウェイ線本線                                |
| ブロードウェイ-キャナル・ストリート交差点 北西角             | 階段         | 2  | ブロードウェイ線本線                                |
| ブロードウェイ-キャナル・ストリート交差点 南東角             | 階段         | 2  | ブロードウェイ線本線                                |
| ブロードウェイ-キャナル・ストリート交差点 南西角             | 階段         | 2  | ブロードウェイ線本線                                |
| センター・ストリート-キャナル・ストリート交差点 南西角       | 階段         | 1  | ナッソー・ストリート線                              |
| ラファイエット・ストリート-キャナル・ストリート交差点 北東角 | 階段         | 1  | マンハッタン橋線 レキシントン・アベニュー線（北行） |
| ラファイエット・ストリート-キャナル・ストリート交差点 北東角 | エレベーター | 1  | レキシントン・アベニュー線（北行）                  |
| ラファイエット・ストリート-キャナル・ストリート交差点 北西角 | 階段         | 1  | マンハッタン橋線 レキシントン・アベニュー線（南行） |
| ラファイエット・ストリート-キャナル・ストリート交差点 北西角 | エレベーター | 1  | レキシントン・アベニュー線（南行）                  |
| ラファイエット・ストリート-キャナル・ストリート交差点 南東角 | 階段         | 2  | マンハッタン橋線 レキシントン・アベニュー線（北行） |
| ラファイエット・ストリート-キャナル・ストリート交差点 南西角 | 階段         | 1  | マンハッタン橋線 レキシントン・アベニュー線（北行） |

## IRTレキシントン・アベニュー線
IRTレキシントン・アベニュー線キャナル・ストリート駅（Canal Street）は相対式ホーム2面4線のローカル駅で、1904年10月27日に開業した。1940年代と1950年代にホームが延長されたため、趣の異なる2つの部分に分かれている。開業当初からの部分は大小のタイルで覆われた I 形鋼の柱と装飾的な天井を備えている。新しい部分はホームの端側で、1950年代にグリーンのタイルが施された。IND式の "To Canal Street" という案内板も残っている。照明は更新されている。駅名標は開業時のものではない。また、小さな "C" のモザイクがあしらわれている。

### 画像

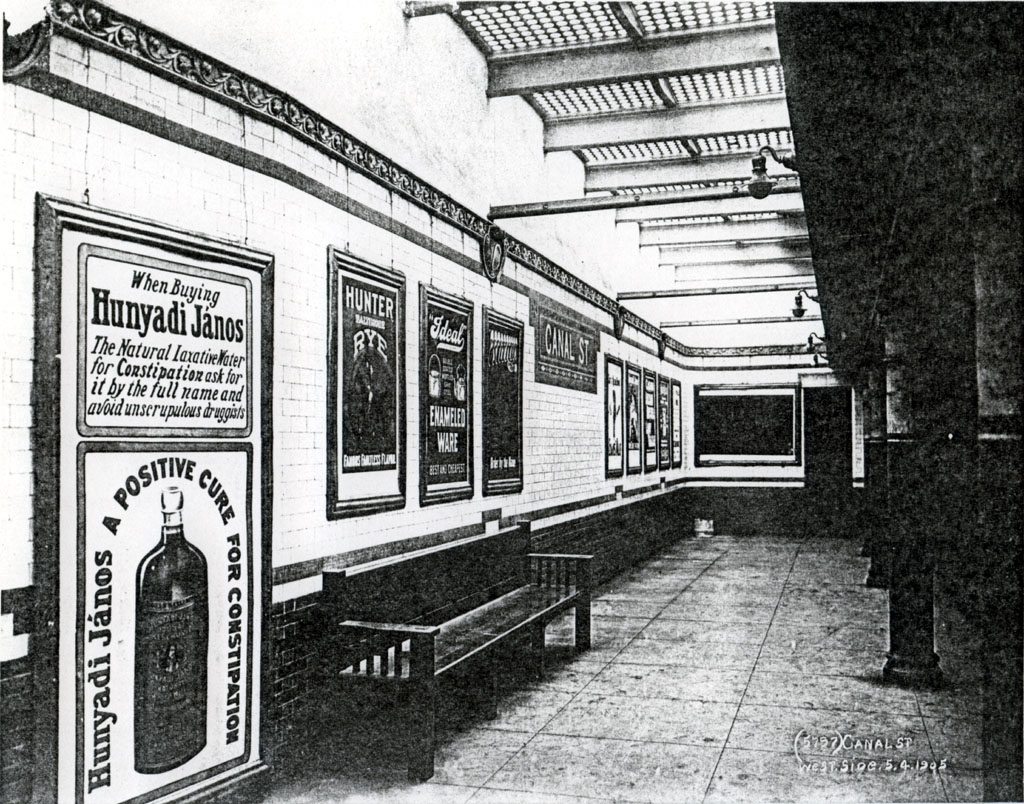
外光を取り入れるため天窓が設けられていた（1905年）
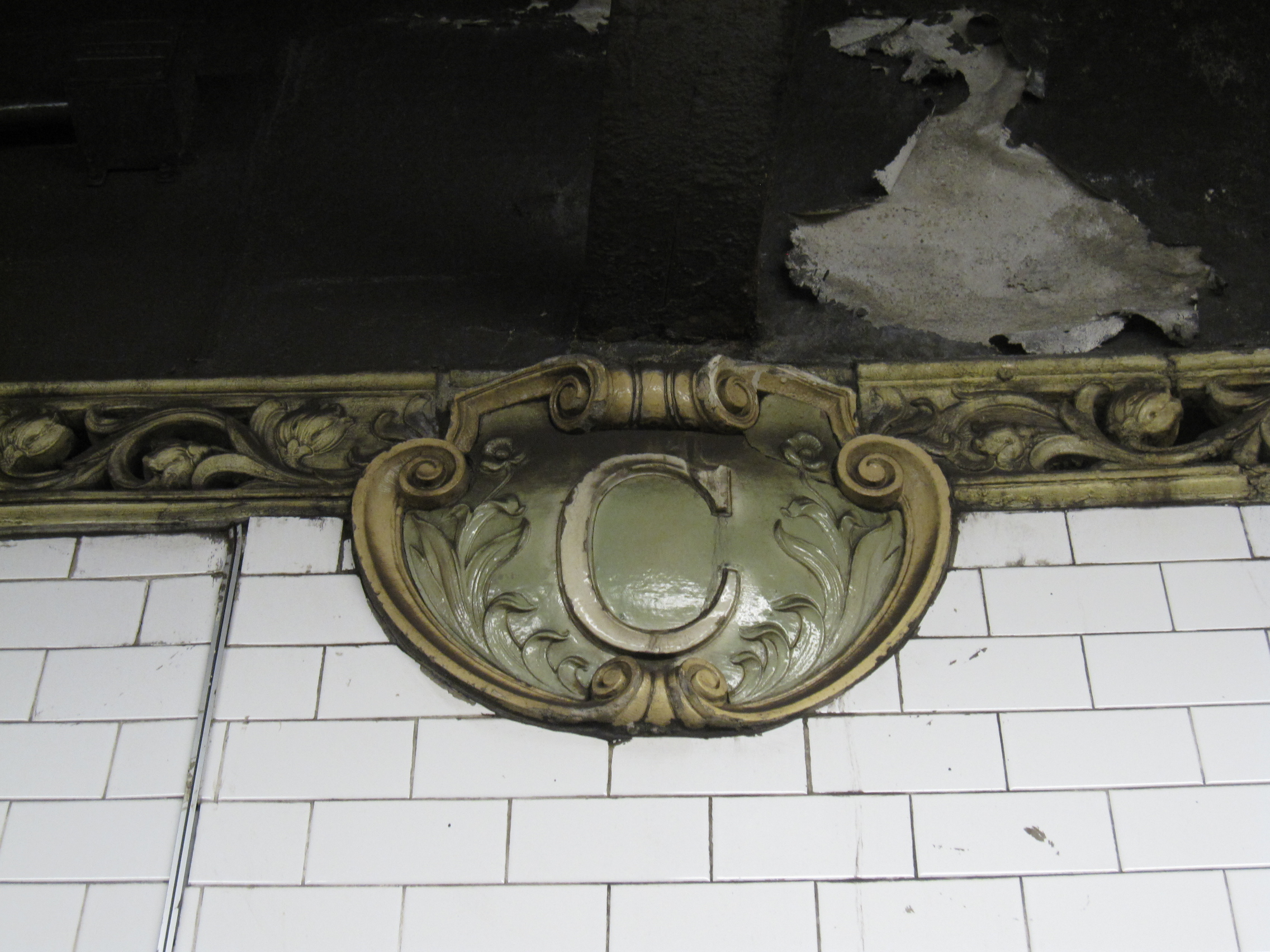
ハイン&ラファルジュとアトランティック・テラコッタ社が手がけたプラーク（1904年）
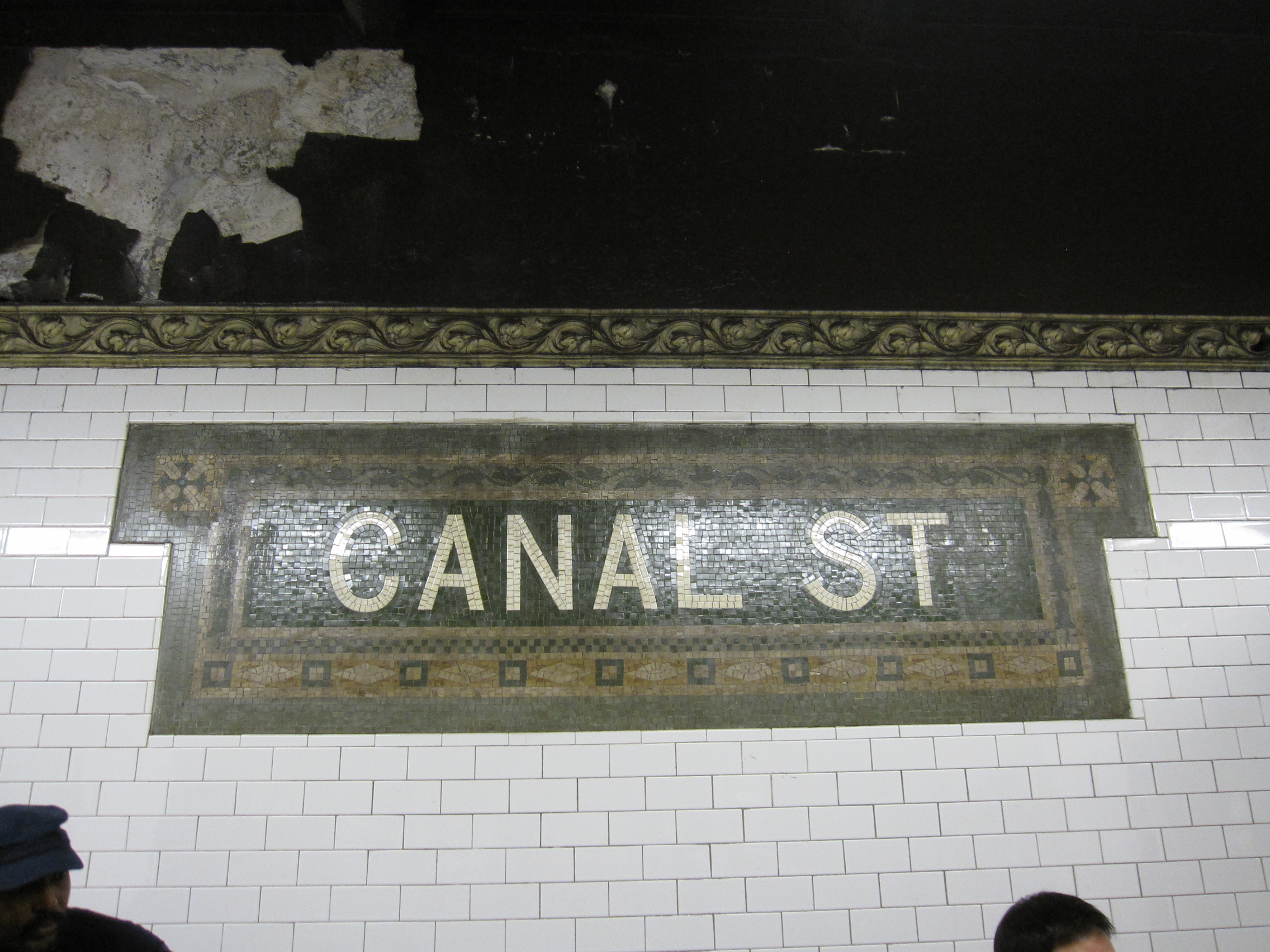
ハイン&ラファルジュとマンハッタン・グラス・タイル社が手がけた駅名標（1904年）

## BMTナッソー・ストリート線
BMTナッソー・ストリート線キャナル・ストリート駅（Canal Street）は島式ホーム2面3線の駅であるが、利用者が入れるのは西側のホームだけである。以前は2本のホームが南端で繋がっており中央の線路が車止めで終わっていたことを除けば一般的なエクスプレス駅の構造だった。この行き止まり線が最後に使われたのは1990年代中盤のことで、週末にチェンバーズ・ストリート駅ではなく当駅止めになるJ系統が使っていた。また、行き止まり線の間には乗務員専用の狭いホームもあった。
2004年以降、東側の線路は使用されなくなった。現在は西側の2線のみ使用され、東から2番目の線路は撤去されなくなっている。また、駅の南には以前マンハッタン橋上まで延びていた線路があるが、現在は途中で切れて繋がっていない。
改修工事により、開業当時の駅名標が復元され、壁と床のタイルは張り直された。

## BMTブロードウェイ線
BMTブロードウェイ線キャナル・ストリート駅（Canal Street）にはホームが4本あり、2本ずつ2層に分かれて設けられている。MTAは各層をそれぞれ別の駅とみなしている（同じ路線・同じ場所にある同じ名前の駅ではあるが）。上層ホームはモンタギュー・ストリート・トンネルを経由してロウアー・マンハッタンへ向かう系統、下層ホームはマンハッタン橋から向かってくる系統が使用している。

### 本線
本線のキャナル・ストリート駅は相対式ホーム2面4線を有し、 外側2線の緩行線だけがモンタギュー・ストリート・トンネルに向かっている。内側2線はシティ・ホール駅の下層階から出てキャナル・ストリート駅に向かって北に進み、2/3ほどのところの車止めで終わっており、営業運転で使われたことはない。この線路を引上線として使うこともできるが、既に近くのシティ・ホール駅の下層階が引上線として使われており、完全に冗長なものになっている。当初これらの線路はシティ・ホール駅まで続き、緩行列車はそこで折り返す予定があった。しかし、その後の計画変更で同駅の下層階は使用されないこととなり、折り返し列車も設定されていない。
1960年代後半に改装工事を行い、ホームも延伸された。さらに2001年に再度改装されている。

### マンハッタン橋線
マンハッタン橋線（BMT Manhattan Bridge Line）のキャナル・ストリート駅は相対式ホーム2面2線の駅で、開業時はブロードウェイ駅と呼ばれていた。BMTブロードウェイ線上に位置してはいるが、もともと本線とは別の駅とされていた。複合駅の他の部分とは直交する向きで下層階に設けられている。駅の東で線路はマンハッタン橋の南線を渡りブルックリンに入っていく。駅の西では線路は北に曲がり、坂路を上って上層の緩行線の間に出ると本線の急行線となる。
計画時はハドソン川へ向かう路線として建設された。しかし、BMTはマンハッタン橋へ向かう路線をブロードウェイ線急行列車として走行させることを決定した。
1990年にマンハッタン橋が閉鎖された際には使用されなかった。1997年に北行線にアレクサンドル・ブロツキー制作のアートワークCanal Street Canalが設置された（その後撤去されている）。2001年には改装工事を行っている。
駅の東にBMTナッソー・ストリート線チェンバーズ・ストリート駅からの線路が伸びている。この線路は、ブロードウェイ線がマンハッタン橋北線を通っていたころマンハッタン橋南線に繋がっていた。この線路は1967年のクリスティ・ストリート連絡線建設時に切り離され、レールや信号設備等はすべて撤去されている。

### 画像

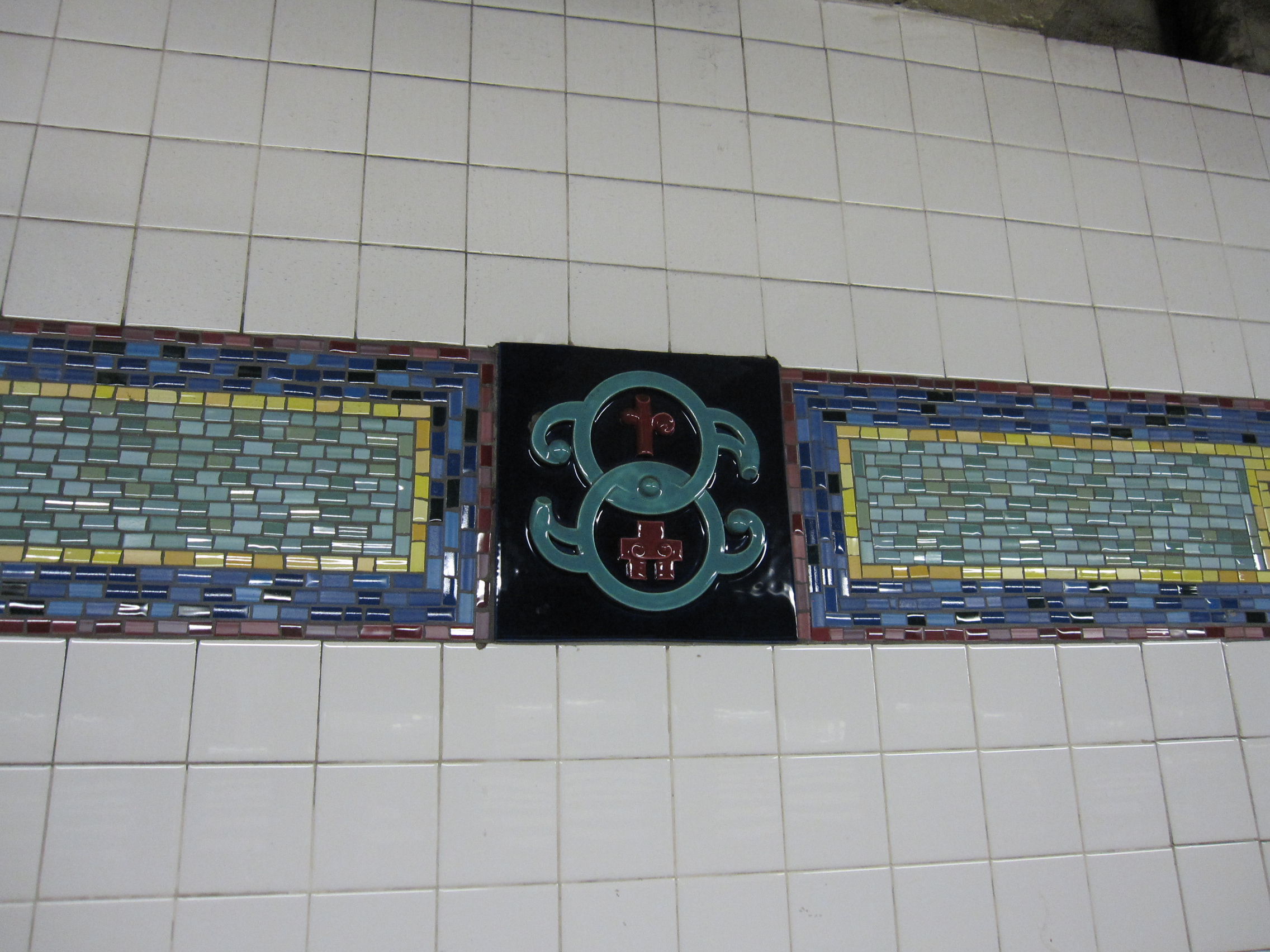
マンハッタン橋線ホームのモザイク。
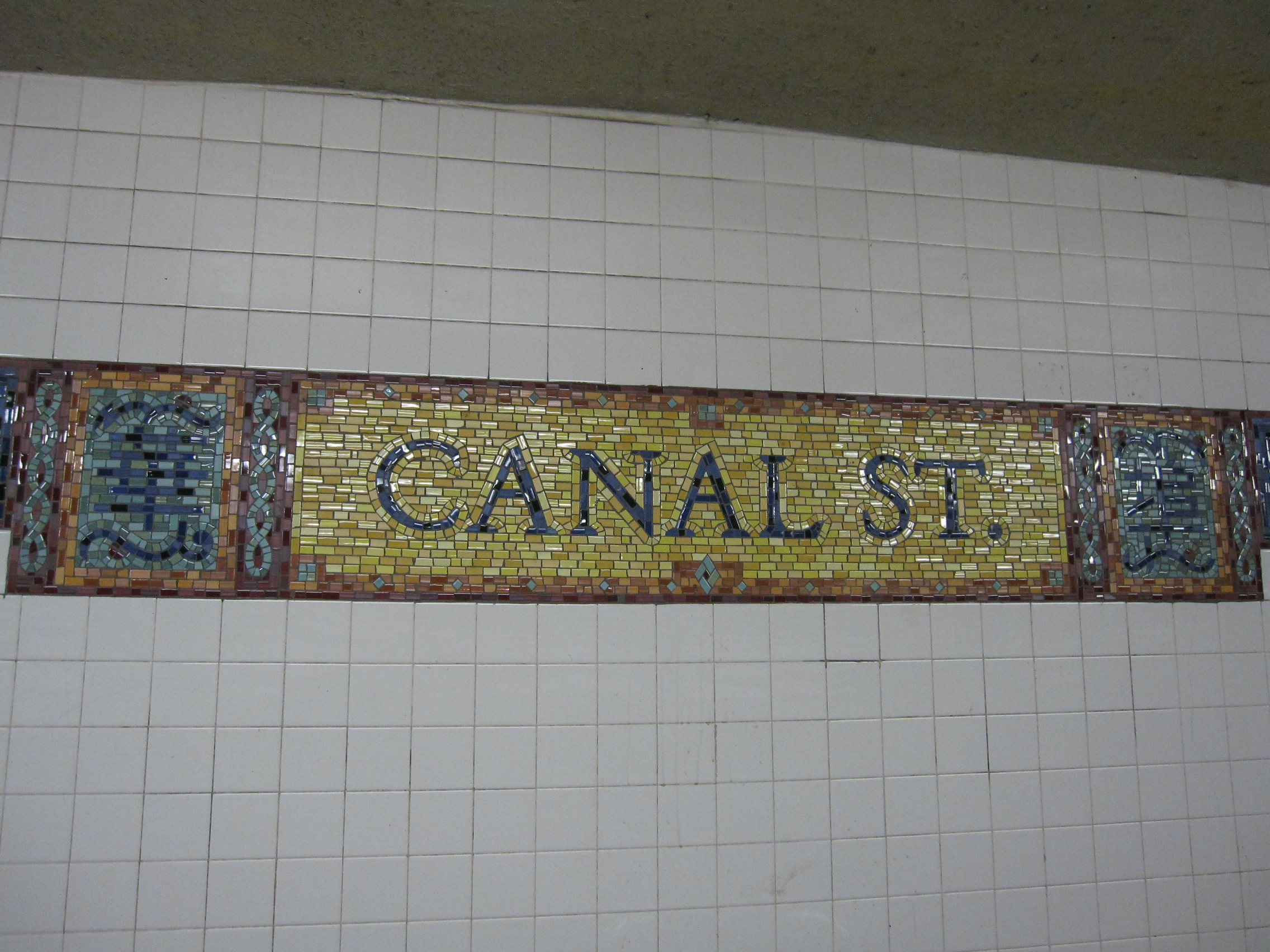
マンハッタン橋線ホームのモザイク。光の加減でわかりにくいが、左側に「華」、右側に「埠」があしらわれている。
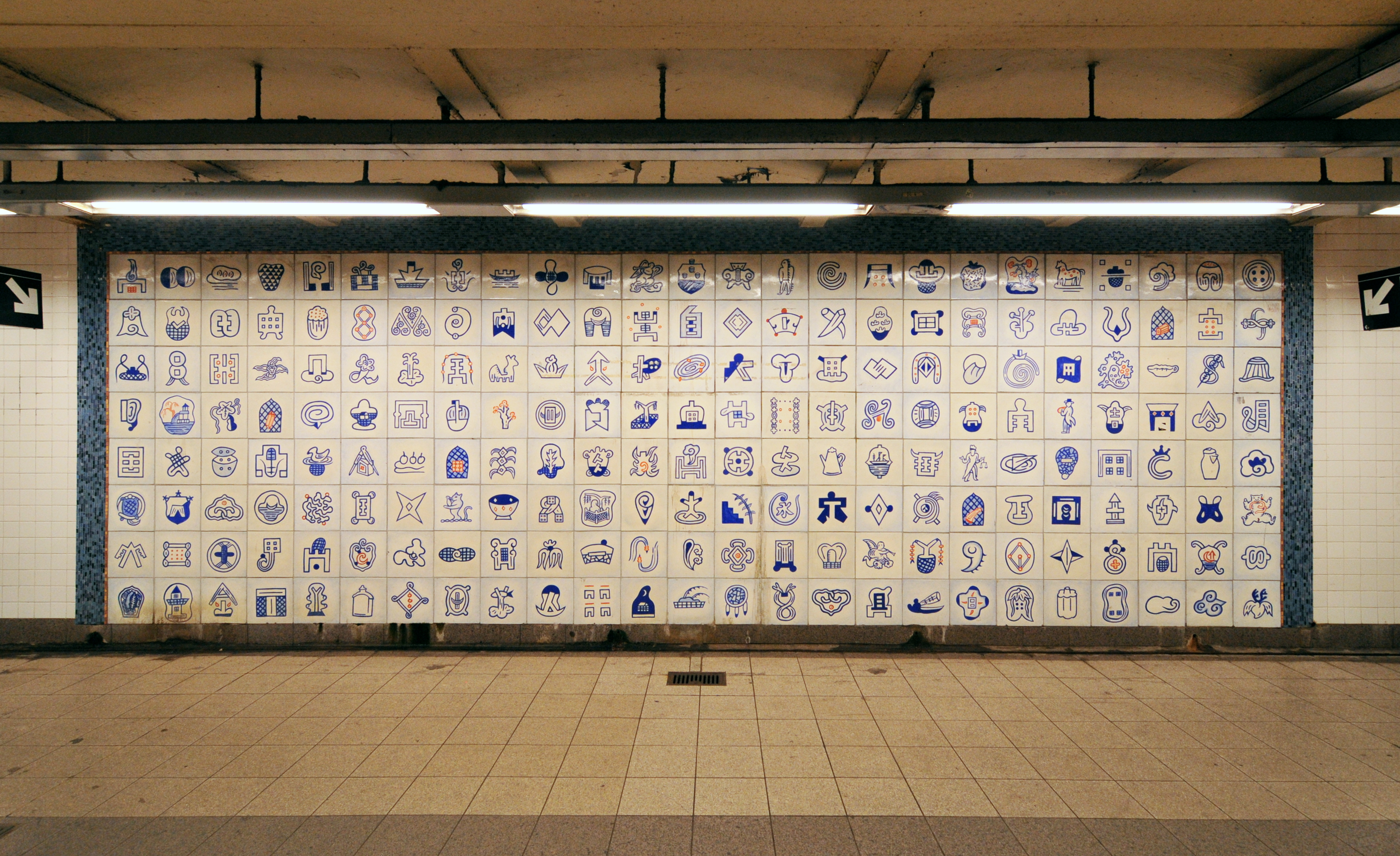
恒久展示される Empress Voyage 2.22.1794 （1998年、ビン・リー（Bing Lee）作）。マンハッタン橋線ホームへの通路にある。
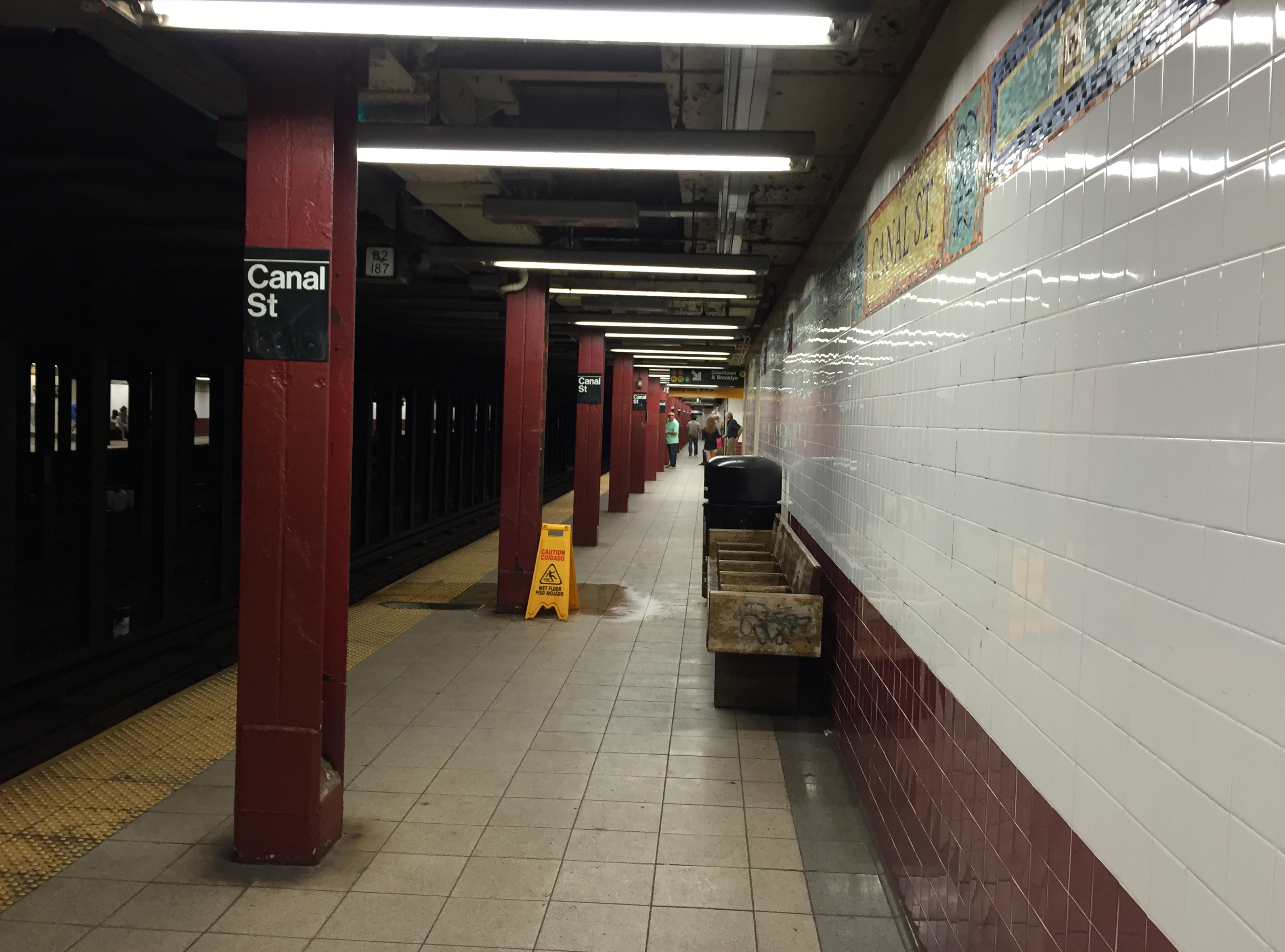
本線ホーム。